# Neophron
Neophron is een monotypisch geslacht van vogels uit de familie van de havikachtigen (Accipitridae). De wetenschappelijke naam van het geslacht is voor het eerst geldig gepubliceerd in 1809 door Savigny.

## Soorten
De volgende soort is bij het geslacht ingedeeld:
- Neophron percnopterus (Linnaeus, 1758) – Aasgier